# Michael Schwenke (Bildhauer)
Michael Schwenke (* 30. Mai 1563 in Pirna; † 10. Juli 1610 ebenda) war ein deutscher Bildhauer in Sachsen.

## Leben
Das Bildhauerhandwerk erlernte er bei Christian Krämer und Andreas Buschwitz in Pirna und Dresden. Später war er Mitarbeiter in der Bildhauerwerkstatt von Christoph Walther II in Dresden und anschließend bei dessen Schwiegersohn Melchior Jobst in Pirna. Im Jahr 1603 wurde er zum Obermeister der Steinmetzen, Maurer und Bildhauer ernannt. Er war ein Hauptvertreter der hervorragenden Bildhauerschule Pirna und einer der bedeutendsten sächsischen Bildhauer um 1600 und brachte den renaissancistischen Klassizismus in Sachsen zur höchsten Blüte. Neben seiner vielfältigen Tätigkeit als Steinmetz und Maurer leitete er von 1603 bis 1610 als Obermeister der Pirnaer Bildhauer die Zunft. Gewirkt hat er unter anderem an der Innenausstattung von Schloss und Kirche in Lauenstein, in Neschwitz, Bensen und Pirna (zehn Meter hohes sandsteinernes Altarretabel). Fortgesetzt hat sein Werk sein Bruder David Schwenke und seine Söhne Hans und Daniel. Am Elternhaus in Pirna an der Langen Straße 24 befindet sich eine Gedenktafel.

## Werke

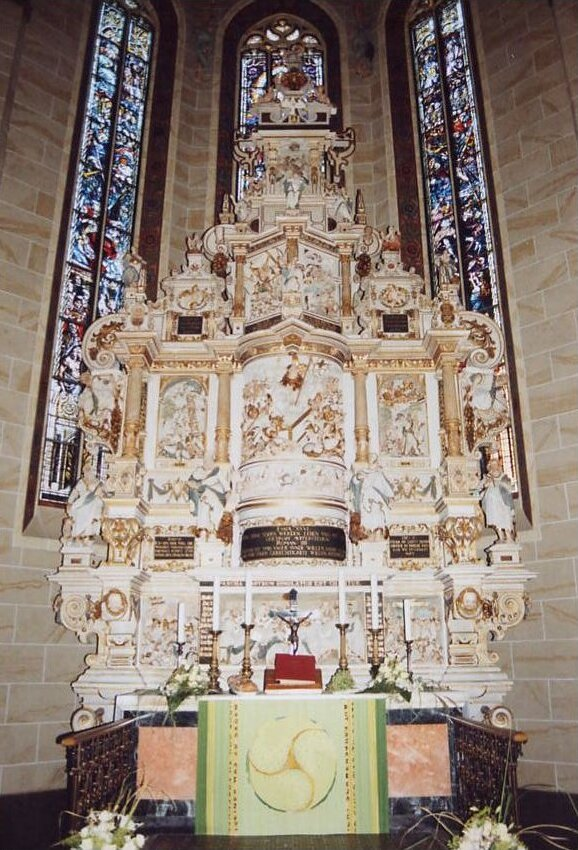
Der zehn Meter hohe Sandsteinaltar der Pirnaer Stadtkirche St. Marien ist ein Werk des Bildhauers Michael Schwenke.

- 1579–85: Mitarbeit in der Werkstatt von Christoph Walther II in Dresden
- 1582: Taufstein für die Kirche in Wilschdorf bei Pirna und für die Kirche in Zabeltitz zusammen mit Christoph Walther II
- 1585: Epitaph für Michael Borsberg und für Bürgermeister Matthes Heintz, Stadtkirche St. Marien Pirna
- 1586: Portalschmuck am Meierhof Königswald bei Bodenbach
- 1587: Bildnisgrabplatte für Joachim von Bolberitz in der Kirche zu Göda
- 1588: plastischer Schmuck der Eingangsportale des Pirnaer Nikolaifriedhofs
- 1592: Epitaph für den Pirnaer Ratsherrn Hans Nacke, Marienkirche Pirna
- 1593: Portalfigur Schlafender Christus am Rittergut zu Eulau bei Bodenbach
- 1594–1602: Taufstein, Kanzel und Altar sowie Portalschmuck für die Stadtkirche Lauenstein
- 1595–97: Plastischer Wandschmuck am Schloss Lauenstein
- 1597: Taufstein für den Dom St. Petri in Bautzen
- 1600: Relief Jakobstraum für die Leipziger Nikolaikirche
- 1604: Bildnisgrabplatte für den Herrn von Haugk von Hermsdorf in der Kirche zu Ulbersdorf bei Sebnitz
- 1604: Bildnisgrabplatte für Hans George von Sabottendorf, Marienkirche Pirna
- 1605: Altar für die Kirche in Neschwitz bei Bautzen
- 1609–10: Figuren für ein Epitaph für Günther von Bünau auf Lauenstein nebst Gattin, Schloss Lauenstein
- 1610: Entwürfe für den Altar der Marienkirche Pirna